# D–436
A D–436 (ukránul: Д–436) ukrán háromtengelyes, nagy kétáramsági fokú, turbóventillátoros gázturbinás sugárhajtómű, melyet az 1980-as évek első felében fejlesztett ki a zaporizzsjai Ivcsenko-Progressz tervezőiroda, eredetileg a Jak–42 és az An–72-es repülőgépekhez. A D–36-os sugárhajtómű továbbfejlesztett változata, de több műszaki megoldás a D–18-as hajtóműből származik.

## Története
1985-re készült el és 1987-ben kapta meg a típusengedélyt. A hajtóműnek többféle változatát fejlesztették ki. Sorozatgyártása a Motor Szics gépgyárban folyt 1990-től.